# اثر اسپاگتی

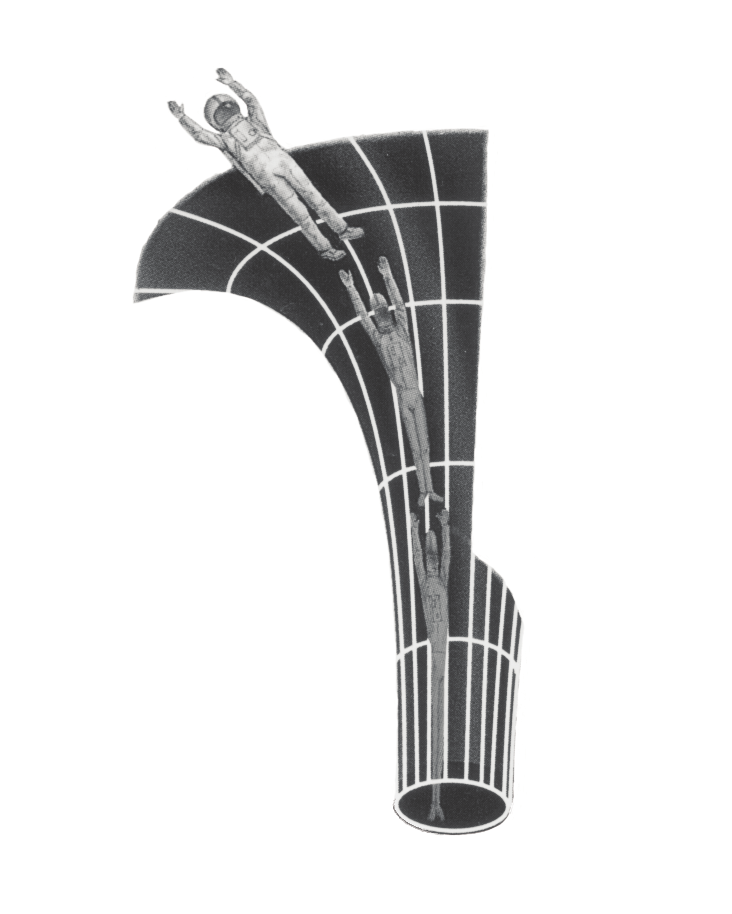
فضانوردی که در حال افتادن درون یک سیاه‌چاله است

در اخترفیزیک، اثر اسپاگتی (به انگلیسی: spaghettification) یا اثر نودل (به انگلیسی: noodle effect) کشیدگی عمودی و فشردگی افقی اجسام به گونه‌ای است که به اجسامی دراز و نازک (شبیه اسپاگتی) در یک میدان گرانشی بسیار قوی و غیر یکنواخت، تبدیل شوند؛ اثر اسپاگتی در اثر نیروی‌های بسیار بزرگ کشندی ایجاد می‌شود. در موارد با شدت بسیار بالا، نزدیک سیاه‌چاله، کشیدگی به اندازه‌ای بالاست که هیچ جسمی نمی‌تواند آن را تاب بیاورد و اهمیتی ندارد که اجزا آن جسم چه اندازه مستحکم باشند، در ناحیه‌ای کوچک، فشردگی افقی و کشیدگی عمودی به تعادل می‌رسند؛ به گونه‌ای که اجسام کوچکی که اسپاگتی می‌شوند، تغییر حجم خالصی ندارند.
استیون هاوکینگ پرواز فرضی یک فضانورد که از افق رویداد یک سیاه‌چاله می‌گذرد را به گونه‌ای که فضانورد به علت گرادیان کرنشی از سر تا نوک پا «مانند اسپاگتی کشیده می‌شود» توصیف کرده‌است. علت این پدیده اختلاف نیروی گرانشی در بالا و پایین بدن فضانورد است. اگر کسی با پا در یک سیاه چاله بیفتد نیروی گرانش وارد بر پاهای فرد از نیروی وارد بر سر او بسیار بیشتر خواهد بود، این باعث می‌شود تا شخص به‌طور عمودی دچار کشیدگی شود، در همین حال سمت راست و چپ بدن به هم نزدیک می‌شوند و شخص به‌طور افقی فشرده می‌شود. به هر روی، اصطلاح «اثر اسپاگتی» پیش از این به وجود آمده بود. در سال ۲۰۱۸ پژوهشگران برای نخستین بار تصویری از اسپاگتی شدن یک ستاره را زمانی که در حال مشاهده برهم‌کنش دو کهکشان را که تقریباً در فاصله ۱۵۰ میلیون سال نوری از زمین بودند، ثبت کردند.